# Кельнер, Виктор Ефимович
Ви́ктор Ефи́мович Ке́льнер (23 февраля 1945, Москва — 24 февраля 2021, Санкт-Петербург) — советский и российский историк, доктор исторических наук (1995).

## Биография
Родился 23 февраля 1945 года в эвакуации в Москве, в семье выходцев из Рославля Смоленской губернии. В 1905 или 1906 году его дед, Исай Кельнер, уехал вместе с семьёй в Нью-Йорк, был строительным рабочим, но после участия в забастовке перед Первой мировой войной вернулся в Рославль. Отец Кельнера родился в Америке, однако впоследствии этот факт был стёрт из официальной семейной биографии.
После войны семья вернулась в Ленинград. В детстве он гостил у родителей матери в подмосковном посёлке Малаховка, известном не только тем, что в 1920-е годы там располагалась образцовая детская еврейская колония «Третий Интернационал», в которой преподавали многие деятели еврейской культуры, но и тем, что на протяжении всего советского периода там процветали еврейские теневые экономические практики, такие как промкооперация (артели), частная торговля и заготовка вторсырья. По его воспоминаниям, его дедушка был сапожником-закройщиком, по вечерам дома пели еврейские песни, а бабушка требовала от внуков, чтобы они говорили в её доме на идише.
Вопреки воле отца поступил на исторический факультет Ленинградского государственного университета, однако на одном из первых курсов был призван в армию. Служил в пограничных войсках в Прибалтике. Вернувшись из армии, окончил университет и в 1977 году защитил кандидатскую диссертацию, посвящённую деятелю рабочего движения в Великобритании Тому Манну.
В 1968 году переписывался с советским писателем Григорием Свирским. Сохранилось письмо Свирского, который желал Виктору Кельнеру «мужества, ясной головы и последовательности».
В 1968 году поступил на службу в ГПБ им. Салтыкова-Щедрина в качестве библиотекаря. Проработал в Публичной библиотеке более 40 лет, до 2012 года, долгое время был ведущим научным сотрудником Отдела редкой книги, специализировался на истории книжного дела в России. В 1995 году защитил докторскую диссертацию «Общественно-политическая жизнь в России и издательское дело в 70—80-х гг. XIX в.: (На материалах деятельности М. М. Стасюлевича)».
В 1990-х годах был в числе тех, кто стал возрождать академическую иудаику. В 1994 году участвовал в организации Центра научных работников и преподавателей иудаики в вузах «Сэфер». С 1999 года по день смерти являлся научным сотрудником Межфакультетского центра «Петербургская иудаика» Европейского университета. С этого времени его научные интересы были сосредоточены на истории российских евреев.
В 2008—2016 годах был профессором кафедры еврейской культуры Института философии Санкт-Петербургского государственного университета. С 2016 года по день смерти являлся профессором факультета истории Европейского университета.
Скончался 24 февраля 2021 года в Санкт-Петербурге спустя один день после своего дня рождения. Причиной смерти стал COVID-19.

## Семья
Отец — Ефим (Хаим) Исаевич Кельнер (1910—1971), выпускник исторического факультета ЛГУ, кадровый офицер Советской армии, участник обороны Севастополя, автор книги «Героическая оборона Севастополя. 1941—1942» (Симферополь, 1958). После войны преподавал в Военно-Морском училище им. М. В. Фрунзе, а выйдя в отставку в звании полковника — в Ленинградском электротехническом институте связи им. М. А. Бонч-Бруевича. Имеет награды.
Дядя — Аркадий Исаевич Кельнер, директор детского дома, в котором воспитывались Наталья Бехтерева и её брат Андрей.
Брат — Леонид Ефимович Кельнер, капитан дальнего плавания.

## Научные труды

### Монографии
- Том Манн — человек и революционер. — М.: Мысль, 1983. — 167 с., 4 л. ил.
- Человек своего времени: (М. М. Стасюлевич: издательское дело и либеральная оппозиция). — СПб.: Изд-во «Рос. нац. б ка», 1993. — 316 c.
- Очерки по историографии евреев в России. — М.—Иерусалим: «Гешарим», 1994. — 210 с. (Совместно с Р. Ш. Ганелиным).
- Очерки по истории русско-еврейского книжного дела / Ред. И. И. Фролова. — СПб.: Изд-во «Рос. нац. б-ка», 2003. — 240 с.
- «Миссионер истории»: Жизнь и труды С. М. Дубнова: Монография. — СПб.: Издательский дом «Мир», 2008. — 710 с.
- Simon Dubnow: Eine Biografie. — Göttingen: Vandenhoeck and Ruprecht, 2010. — 660 с.
- Щит. М. М. Винавер и еврейский вопрос в России конца XIX — начала XX в. — СПб.: Издательство Европейского университета в Санкт-Петербурге, 2018. — 510 с.

### Статьи
- Из истории издания анархистской литературы в начале XX в. // Книга : Исследования и материалы. — М., 2012. — Сб. 96/97. — С. 86—94.